# Pau Echaniz
Pau Echaniz (San Sebastián, 29 de maio de 2001) é um canoísta espanhol.

## Carreira
Nos Jogos Europeus de 2023 em Cracóvia, ele conquistou a medalha de ouro na prova por equipes K1. Ele estudou Modelagem e Moda na Escola de Inovação Profissional (AEG) de San Sebastián.
Nos Jogos Olímpicos de Verão de 2024, em Paris, conquistou a medalha de bronze na competição do slalom K-1 masculino.